# Synagoge (Spišské Podhradie)

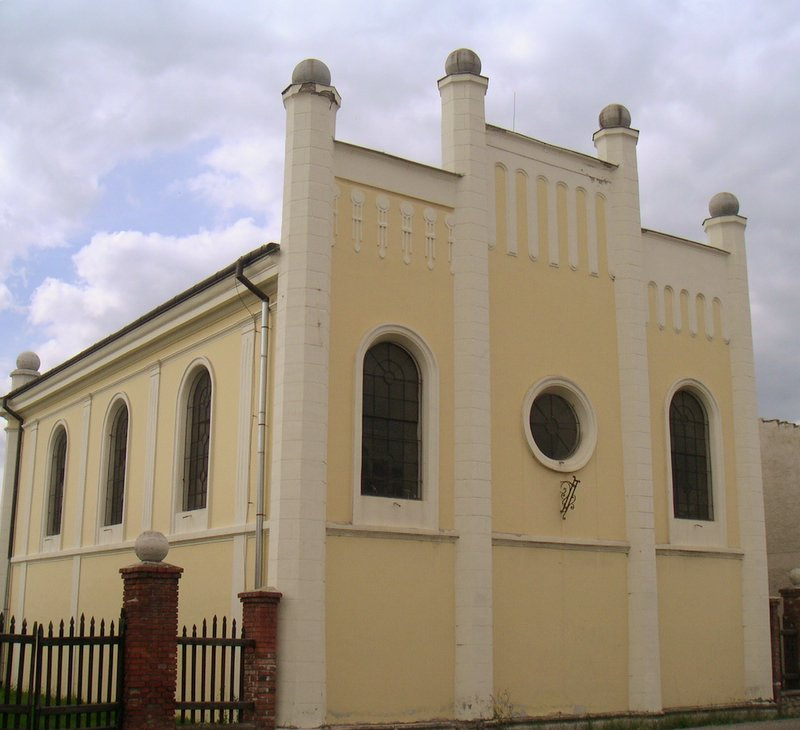
Synagoge in Spišské Podhradie

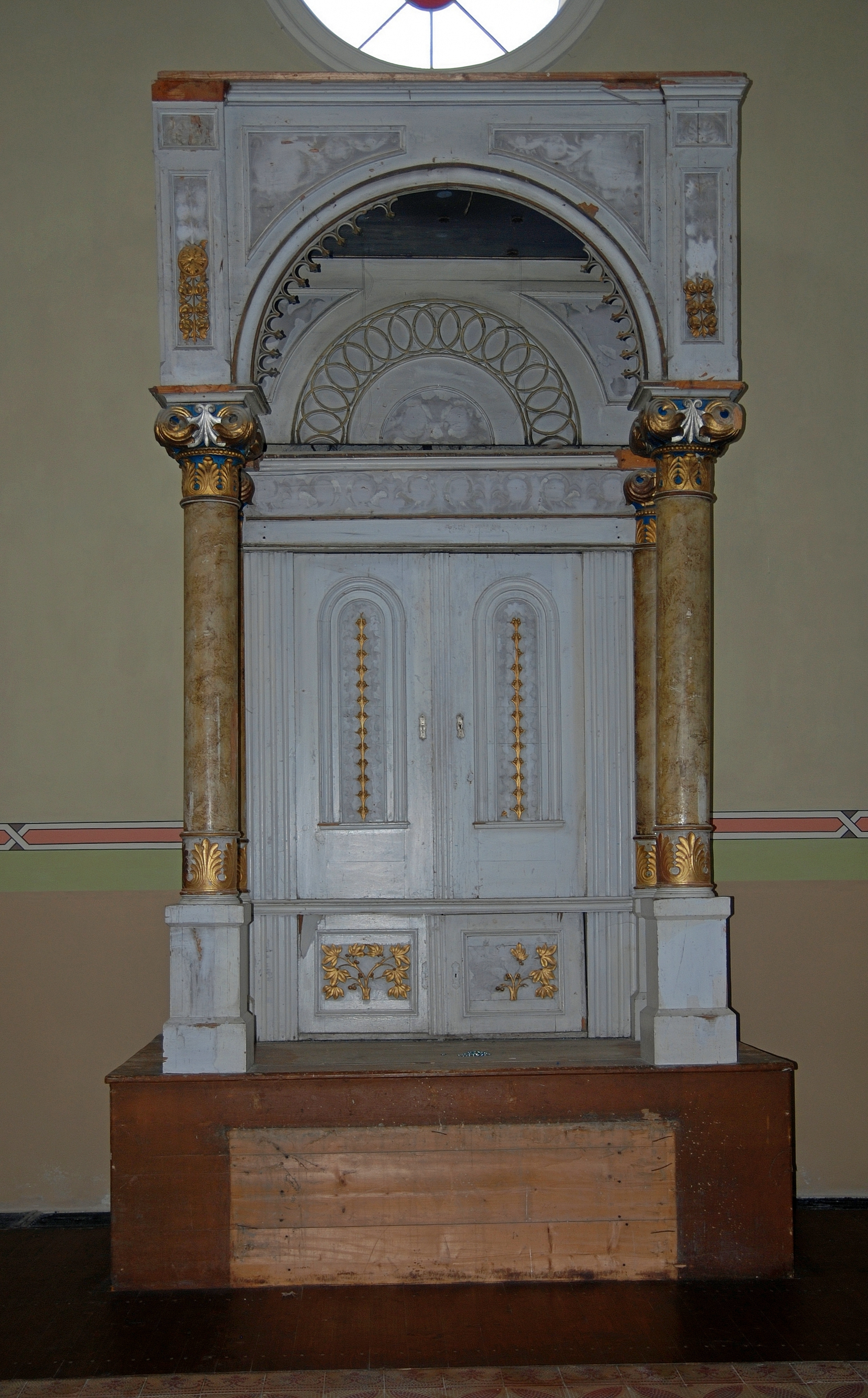
Toraschrein

Die Synagoge in Spišské Podhradie, einer slowakischen Stadt im Bezirk Levoča, wurde 1875 errichtet und 1905/06 nach einem Brand wieder hergestellt. Die profanierte Synagoge im Stil des Historismus ist ein geschütztes Kulturdenkmal.
Das Synagogengebäude an der Štefánikova 78 wurde renoviert und soll als Kulturhaus dienen.